# Calciatore sudamericano dell'anno 2008
Il premio di calciatore sudamericano dell'anno per il 2008 fu assegnato a Juan Sebastián Verón, calciatore argentino dell'Estudiantes.

## Classifica
| Pos. | Calciatore              | Naz.      | Punti | Club             |
| ---- | ----------------------- | --------- | ----- | ---------------- |
| 1.   | Juan Sebastián Verón    | Argentina | 66    | Estudiantes (LP) |
| 2.   | Juan Román Riquelme     | Argentina | 63    | Boca Juniors     |
| 3.   | Salvador Cabañas        | Paraguay  | 47    | América          |
| 4.   | Andrés D'Alessandro     | Argentina | 44    | Internacional    |
| 5.   | José Cevallos           | Ecuador   | 42    | LDU Quito        |
| 6.   | Claudio Morel Rodríguez | Paraguay  | 37    | Boca Juniors     |
| 7.   | Julio César Cáceres     | Paraguay  | 34    | Boca Juniors     |
| 8.   | Nilmar                  | Brasile   | 32    | Internacional    |
| 9.   | Alex                    | Brasile   | 31    | Internacional    |
| 10.  | Marcos Angeleri         | Argentina | 30    | Estudiantes (LP) |